# Fernando de León (1178-1187)
Fernando de León (1178-1187), infante de León fue hijo del rey Fernando II de León y de su segunda esposa, la reina Teresa Fernández de Traba. Aunque nació siendo hijo natural del rey, pues sus padres no se hallaban casados en ese momento, el matrimonio de sus padres legitimó su nacimiento.

## Orígenes familiares
Fue hijo del rey Fernando II de León y de su segunda esposa la reina Teresa Fernández de Traba. Sus abuelos paternos fueron Alfonso VII de León, rey de Castilla y León, y su esposa, la reina Berenguela de Barcelona, y los maternos el conde Fernando Pérez de Traba y Teresa de León, hija de Alfonso VI.

## Biografía
Nació en el año 1178, fruto de la relación extramatrimonial del rey Fernando II de León con Teresa Fernández de Traba. No obstante, cuando sus padres contrajeron matrimonio, fue legitimado el nacimiento del infante Fernando. El 6 de febrero de 1180 falleció su madre, y el rey Fernando II de León comenzó su relación con Urraca López de Haro, con quien contrajo matrimonio en el año 1187.
El infante Fernando falleció en el año 1187, a los nueve años de edad.

## Sepultura

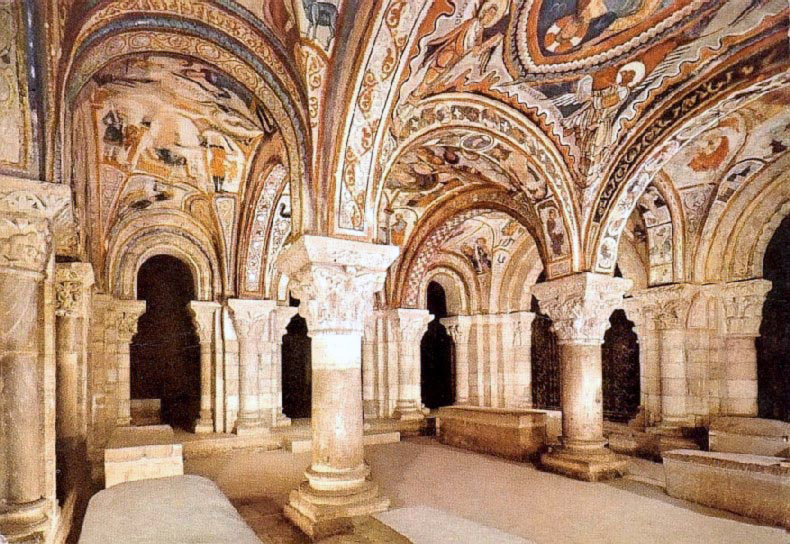
Panteón de Reyes de San Isidoro de León, donde se encuentra sepultado el infante Fernando de León.

Después de su defunción, el cadáver del infante Fernando de León recibió sepultura en el Panteón de Reyes de San Isidoro de León, en el que había recibido sepultura su madre, la reina Teresa Fernández de Traba. En el sepulcro de piedra en el que fueron depositados los restos del infante Fernando de León fue esculpido el siguiente epitafio en latín:

HIC REQUIESCIT FAMULUS DEI FERNANDUS, FERNANDI REGIS FILIUS, QUI OBIIT ERA MCCXXV

Durante la Guerra de la Independencia, el Panteón de Reyes de San Isidoro de León quedó convertido en establo y los cadáveres allí sepultados fueron extraídos de sus sepulcros por los soldados franceses y amontonados en un rincón, y después recogidos por los canónigos de la Colegiata y llevados a la iglesia de Santa Marina de León. Durante el estudio llevado a cabo en 1997 de las tumbas del Panteón de Reyes de San Isidoro de León se constató que el cadáver del infante Fernando se hallaba incorrupto, característica que comparte con el de la infanta Sancha Raimúndez, hija de la reina Urraca I de León y hermana de Alfonso VII de León, que también yace sepultada allí.